# Ngô Văn Chiêu

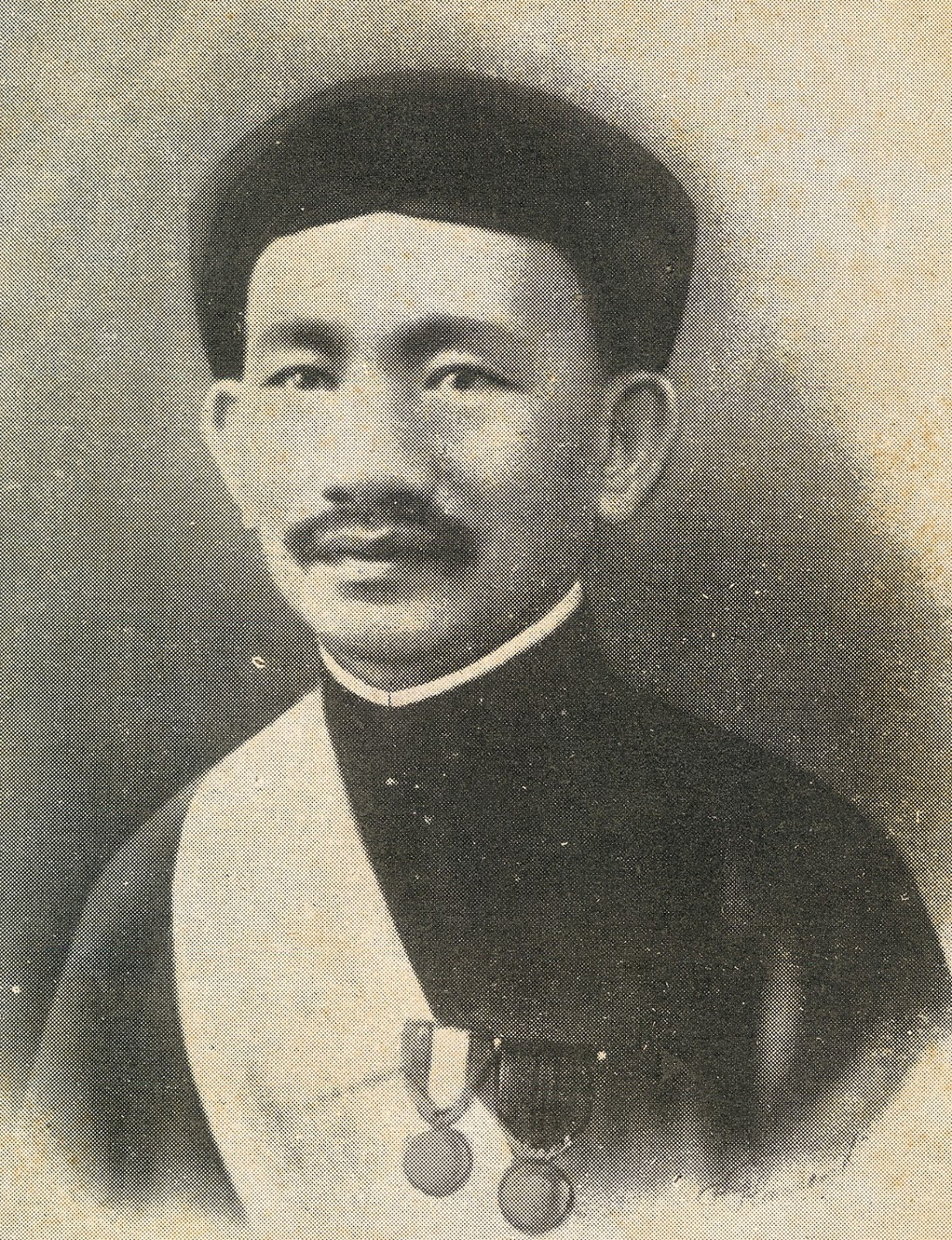
Ngô Văn Chiêu

Ngô Văn Chiêu (* 28. Februar 1878 in Saigon; † 18. April 1932 in Tiền Giang) gilt als Religionsstifter des Caodaismus. Er erfuhr am 25. Dezember 1925 die Offenbarung des Gottes Cao Đài und war der bislang einzige Cao Đài-Papst in Vietnam.